# Municipio de Abasolo (Tamaulipas)
El municipio de Abasolo es uno de los 43 municipios que constituyen el estado mexicano de Tamaulipas. Se encuentra localizado al centro oeste del estado y aproximadamente a 119 kilómetros al este de la capital estatal, Ciudad Victoria.
Cuenta con una extensión territorial de 1960.46 km². Según el II Conteo de Población y Vivienda de 2020, el municipio tiene 9822 habitantes, de los cuales 4898 son hombres y 4924 son mujeres. Fue fundado con el nombre de Villa de Santillana, pero en 1828 adoptó su actual nombre en honor de Mariano Abasolo.

## Descripción geográfica

### Ubicación

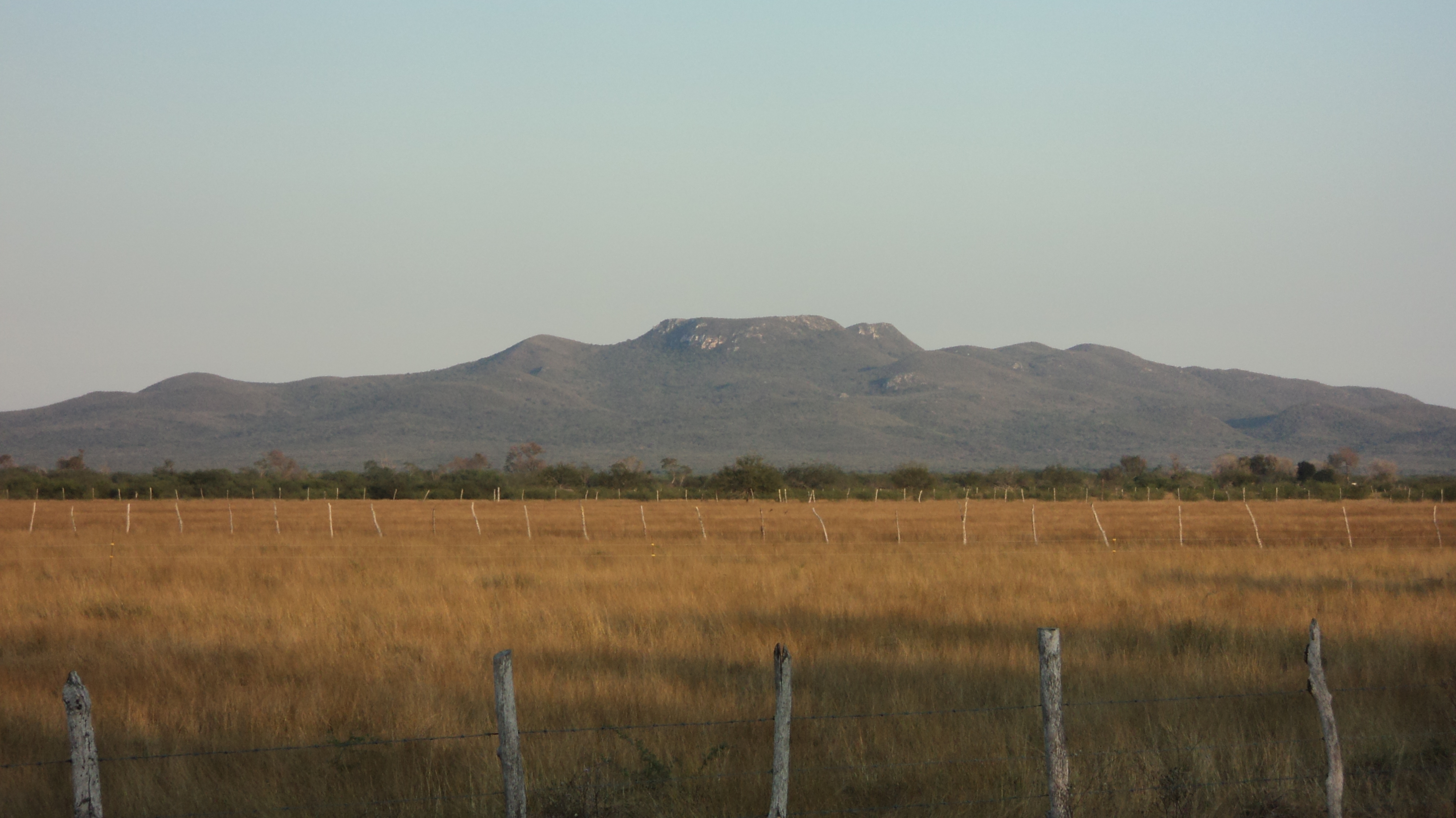
Panorámica del cerro del aire

La forma del municipio es alargada, una especie de rectángulo inclinado, cuyas coordenadas geográficas de su territorio se ubican entre los paralelos 23° 48´y 24° 28´de latitud norte; los meridianos 98° 34´y 98° 02´de longitud oeste. Colinda al norte con los municipios de Cruillas y San Fernando; al este con el municipio de Soto la Marina; al sur con el municipio de Casas; mientras que al oeste con los municipios de Casas y Jiménez. La superficie territorial es de 1 838 kilómetros cuadrados, lo que equivale 2.3% del estado. Dicha extensión se considera mediana y es comparable a la de los municipios de Cruillas, Burgos, Jiménez y Altamira.

### Orografía e hidrografía
Generalmente posee un territorio plano, con planicies hacia al sur y al oeste del municipio. Sus suelos se componen de xeresol y cambisol, y su uso es ganadero, forestal y agrícola. El municipio pertenece a la región hidrológica San Fernando-Soto la Marina. Sus recursos hidrológicos son proporcionados principalmente por los ríos: Soto la Marina, San Manuel; así mismo posee un sistema de canales que conforman el distrito de riego #86.

### Clima
Su principal clima es el seco; y mojado, con lluvias en verano y sin cambio térmico invernal bien definido. La temperatura media anual es de 22 °C, la máxima se registra en el mes de junio (41 °C) y la mínima se registra en febrero (−5 °C). El régimen de lluvias se registra entre los meses de julio y agosto, contando con una precipitación media de 100 mm.

## Historia
La iniciativa para fundar la villa de Santillana fue realizada por el capitán Tomás Conde, él era originario de la villa de Cadereyta y desde los quince años participó como soldado en las diversas entradas que se hacían desde aquel reino hacia la costa del Seno Mexicano contra los nómadas que allí habitaban. Conde solicitó a José de Escandón permiso para ocupar el paraje llamado Cerro del Aire, población que estaba ubicada sobre el camino hacia la villa de Soto la Marina y su hacienda de San Juan, lo que contribuiría a contener las incursiones de los indios que causaban vejaciones y cometían hostilidades en esos tránsitos.
La fundación de la villa fue realizada el 26 de diciembre de 1752 con la advocación religiosa de la virgen de Nuestra Señora del Rosario, se fincaron quince familias, pero solamente ocho de ellas recibieron los cien pesos que otorgaba el real gobierno para su traslado.
En 1757, el capitán Conde manifestó que los pobladores originarios de esta villa eran ocho familias, de las que habían también acudido inicialmente a la fundación de la villa de Santander, todas ellas apoyadas con cien pesos con el dinero del rey, y que otras siete más agregadas posteriormente, lo habían hecho contando con sus propios recursos, y que eran resultado de los matrimonios que habían formado nuevas familias entre los ya establecidos en esta parte de la colonia. Entre sus apellidos estaban los de Conde (tres familias, incluida la del capitán), Acosta, De los Ríos, Arizpe, De la Garza, Cuello, Martínez, Solís, Rodríguez, Olivares, Guerrero y Domínguez Dovalina. La villa se componía de 18 familias con 73 personas.
Desde 1828, Santillana cambió su nombre por el de Abasolo, en memoria de Mariano Abasolo, héroe de la Independencia.

## Cultura

### Sitios de interés
- Parroquia de Nuestra Señora del Rosario.
- Monumentos a Miguel Hidalgo.
- Monumento a Benito Juárez.
- Casa de Cultura de Abasolo.
- Monumento a Mariano Abasolo.
- Parroquia Nuestra Señora de Guadalupe.
- La Cascada.
- Barrio cantaranas.
- Centro recreativo las "Delicias"

### Fiestas
Fiestas civiles
- Aniversario de la Independencia de México: 16 de septiembre.
- Aniversario de la Revolución mexicana: El 20 de noviembre.
- Fundación del municipio: 26 de diciembre. En el que se realiza la tradicional callejoneada, en la cual música de banda sigue un recorrido por las principales calles del pueblo seguida por los habitantes quienes degustan de bebidas suministrada por una carreta con mezcal fabricado en el municipio de San Carlos u otros municipios vecinos; al final del recorrido se da lugar a un baile popular.

Fiestas religiosas
- Semana Santa: Jueves y Viernes Santo.
- Día de la Santa Cruz: 3 de mayo.
- Fiesta en honor de la Virgen de Guadalupe: 12 de diciembre.
- Día de Muertos: 2 de noviembre.

El 7 de octubre se celebra a su patrona Nuestra Señora del Rosario y se realizan actividades como el palo encebado, kermes, juegos pirotécnicos.

## Gobierno
Su forma de gobierno es democrática y depende del gobierno estatal y federal; se realizan elecciones cada 3 años, en donde se elige al presidente municipal y su gabinete. El actual presidente es Yesika Selvera Garza, militante del PRI.
El municipio cuenta con 84 localidades, las cuales dependen directamente de la cabecera del municipio, las más importantes son: Abasolo (cabecera municipal), NCP Nuevo Dolores, NCP Nuevo Morelos (Adolfo López Mateos), NCP Guía del Porvenir, NCP Nicolás Bravo, Ej. Las Delicias y el NCP Guadalupe Victoria, siendo este el más grande en extensión territorial y población de todo el municipio, se localiza a 26 km aproximadamente de la cabecera municipal está constituido por 13 ejidos y 2 colonias.